# Tipula (Vestiplex) ravana
Tipula (Vestiplex) ravana is een tweevleugelige uit de familie langpootmuggen (Tipulidae). De soort komt voor in het Oriëntaals gebied.